# 이소정 (기자)
이소정(李昭政, 1976년 5월 28일 ~ )은 대한민국 KBS 소속 기자다. 2003년 10월 KBS에 입사한 후 사회부, 경제부, 탐사제작부 등을 거쳤다. KBS2 ‘아침뉴스타임‘, KBS1 ‘미디어비평’등에서 진행자로서 검증도 받았다. 멕시코 반군 ‘사파티스타‘를 전 세계 언론 중 가장 먼저 단독 취재해 2006년 ‘올해의 여기자상’을 수상했다. 3·1운동 100주년 특집 ‘조선학교-재일동포 민족교육 70년‘으로 2019년 ‘한국방송대상’ 작품상을 받았다.

## 학력
- 서울잠원초등학교
- 신반포중학교
- 한영외국어고등학교 스페인어과
- 한국외국어대학교 서양어대학 스페인어과
- 서울대학교 국제대학원 국제학 석사

## 경력
- 2003년 : KBS 29기 공채 기자
- 2004년 : KBS 보도본부 문화복지팀 기자
- KBS 보도본부 국제팀 기자
- KBS 보도본부 사회팀 기자
- KBS 보도본부 경제팀 기자 (2009년 기준)
- KBS 보도본부 2TV뉴스제작팀 기자
- KBS 앵커
- KBS 통합뉴스룸 뉴스제작1부 기자
- 2019년 11월 25일 ~ 2023년 11월 10일 KBS 뉴스 9 여성 앵커(역대 앵커 중 여자 기자가 최초로 진행을 함)
- KBS 시사제작국 시사제작2부 평기자

## 진행

### TV
| 연도        | 방송사 | 제목             | 담당     | 비고                                                                                   |
| ----------- | ------ | ---------------- | -------- | -------------------------------------------------------------------------------------- |
| 2007        | KBS2   | KBS 아침뉴스타임 | 임시진행 | 2007년 9월 17일 ~ 2007년 9월 21일                                                      |
| 2015        | KBS2   | KBS 아침뉴스타임 | 임시진행 | 2015년 6월 1일 ~ 2015년 6월 5일                                                        |
| 2008        | KBS2   | KBS 아침뉴스타임 | 패널     | 6월 5일(이후) [테마뉴스]                                                               |
| 2008 ~ 2009 | KBS2   | KBS 아침뉴스타임 | 진행     | 2008년 7월 28일 ~ 2009년 10월 16일                                                     |
| 2011 ~ 2013 | KBS1   | 미디어 비평      | 진행     | 2011년 8월 5일 ~ 2013년 4월 5일                                                        |
| 2019        | KBS1   | KBS 뉴스광장     | 임시진행 | 2019년 8월 12일 ~ 2019년 8월 16일                                                      |
| 2019        | KBS1   | KBS 뉴스 12      | 임시진행 | 2019년 8월 19일 ~ 2019년 8월 23일                                                      |
| 2019        | KBS2   | KBS 경제타임     | 임시진행 | 2019년 10월 7일 ~ 2019년 10월 8일                                                      |
| 2019 ~ 2023 | KBS1   | KBS 뉴스 9       | 진행     | 2019년 11월 25일 ~ 2023년 11월 10일                                                    |
| 2020        | KBS1   | 아침마당         | 특별출연 | 9월 3일, 8705회 KBS 시청자 주간 특집 <우리함께> - 시청자가 듣고 KBS 대표선수가 답한다. |
| 2023        | KBS1   | KBS 뉴스특보     | 특별앵커 | 8월 9일 밤 10시 10분 방송분                                                            |

## 수상
- 2005년 KBS 최우수 프로그램 보도상
- 2006년 올해의 여기자상 - 멕시코 반군을 현지에서 전 세계 최초로 단독 취재
- 2019년 한국방송대상 작품상 - 3·1운동 100주년 특집 '조선학교-재일동포 민족교육 70년'
- 2021년 최은희 여기자상
- 2023년 한국방송대상 진행자상